# IC 1369
IC 1369 ist ein offener Sternhaufen vom Trumpler-Typ I1m im Sternbild Schwan, der eine scheinbare Helligkeit von +8,8 mag hat. Das Objekt wurde am 27. April 1891 von Carl Frederick Pechüle entdeckt.